# Intérêt légal
 (décembre 2014).
L'intérêt légal est le mécanisme prévue par une disposition législative ou réglementaire d'appliquer des intérêts à un taux déterminé pour des créances qui ne sont pas payées à échéance. L'intérêt légal est ainsi l'intérêt de retard de droit commun qui s'applique même en l'absence de clause contractuelle.
En Belgique le taux d’intérêt est d’application en matière civile et aussi en matière commerciale (p.e. à une transaction entre un commerçant et un particulier), mais pas à des transactions commerciales qui entrent dans le champ d’application de la Loi du 2 août 2002 concernant la lutte contre le retard de paiement dans les transactions commerciales.
En France, le taux légal est publié par semestre. Il existe un taux pour les créances des professionnels et un taux pour les créances des particuliers. Le taux légal est majoré de 5 points dans certaines circonstances, notamment en cas d'inexécution d'un jugement plus de deux mois après sa signification.

## Source
Taux d'intérêt légal en Belgique 1970 - 2011